# 关税
關稅（英語：Tariff）是指商品進口時，當地政府利用進口商對商品課徵的稅金。

## 歷史

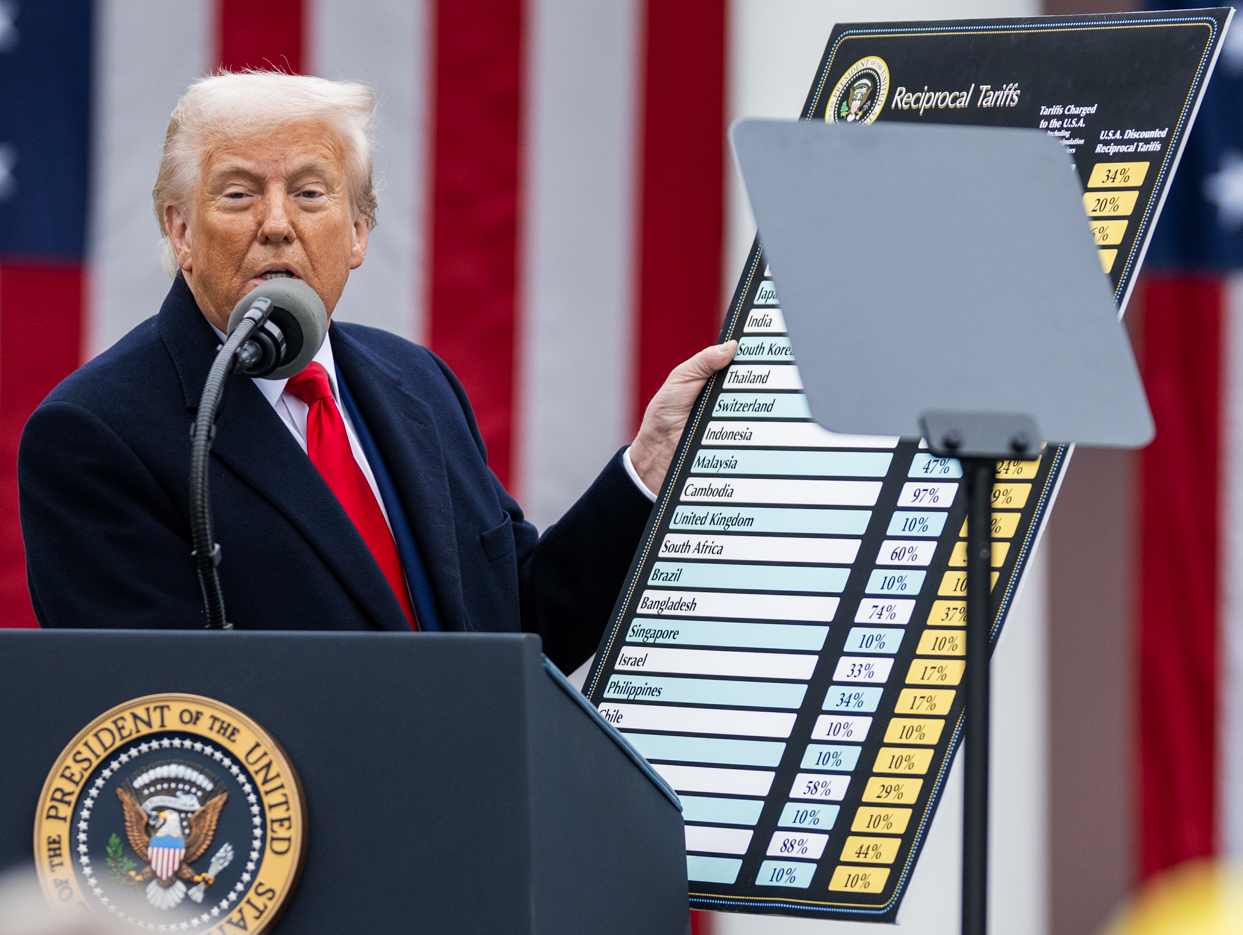
美国总统唐納·川普2025年4月2日宣布解放日关税

關稅的歷史久遠，曾是絕大多數國家財政收入的重要來源。現存最早的關稅記錄保留在敘利亞沙漠中的帕米拉。在古城海關牆的石頭上，刻有進出邊境的奴隸、貨物、染色羊毛、香油、食物等徵收的關稅數據。
英語中稱呼關稅的詞“tariff”源自法語詞“tarif”，意為“設定價格”，而“tarif”又源自於義大利語“tariffa”，意為“收取價格”，即納稅表。這個中世紀拉丁語中的詞根是透過與突厥語民族的接觸進入拉丁世界的，該詞源自奧斯曼土耳其語“taʿrife”，意為“價格表、關稅稅率表”。
而土耳其語術語來源於波斯語“taʿrefe”，意為“固定價格、收據”，而後者又源自阿拉伯語“taʿrīf”，具有多種含義，例如“通知、描述、定義、公告”等，而最常見的意思就是「通知」。
15世紀新航路開闢後，歐洲列強的海外貿易範圍擴大，社會財富的重心由封建制度下的土地轉向貴金屬積累，從而產生了重商主義的關稅政策。
美洲殖民地因反抗英國對茶葉進口實施差別關稅而發起「波士頓傾茶事件」後兩年，北美獨立戰爭爆發。在美國獨立後首任財長亚历山大·汉密尔顿的貿易保護主張影響下，美國建國時即選擇高關稅政策。高關稅政策從喬治·華盛頓一直持續到二戰結束後的亨利·杜魯門，期間還產生了臭名昭著的《斯姆特-霍利关税法案》。
此後，因國際社會倡導自由貿易，關貿總協定與後來的世界貿易組織的影響下，各國的關稅逐漸降低。直到自稱「關稅人」的唐納·川普上台。

## 税种
依照收税的方式，一般分为三种：进口关税、出口关税、特别关税。
进口关税是指对进口货物和物品征收的税，也是一般人最為熟知的。基本上，有以下的計算方式：
- 从价税：依照进出口货物的价格作为标准征收关税，例如奢侈品等。
- 从量税：依照进出口货物数量的计量单位（如“吨”、“箱”、“百个”等）征收定量关税。通常是針對防堵日用物品的傾銷，對一般民眾的少量的海外寄送則開放免徵。
- 混合税：依各种需要对进出口货物进行从价、从量的混合征税。
- 滑准税：关税税率随着进口商品价格由高到低，而反著由低到高设置的税。可以起到稳定进口商品价格的作用。

依照征收关税的目的，关税也可分为：
- 以增加国家财政收入为主的财政关税，在一些以轉貿出口、加工出口或是資源出口的國家很流行。
- 为保护国内经济行业而征收的保护关税。其中随着经济全球化的发展，一国政府可以在其国内市场受到某种外国商品的傾銷时，特別为保护本国相关行业而临时立法征收保护关税中的反倾销税。
- 既具有增加国家收入，又以保护本国经济为主的关税为混合关税。

此外，依照过关货物的流向可以分为进口税、出口税、过境税和各种形式的优惠关税与差别关税。

## 关税的影响
征收关税是一国政府增加其财政收入方式之一，但随着世界贸易的不断发展，关税占国家财政收入的比重在不断下降。
每个国家都会对进出口的商品根据其种类和价值征收一定的税款。其作用在于通过收税抬高进口商品的价格，降低其市场竞争力，减少在市场上对本国产品的不良影响。关税有着保护本国生产业的作用，但在经济全球化的今天其不利的影响也在逐步显现。
主要是对就业率的影响。
从静态的角度看，对进口商品征收关税鼓励了对进口国资源进行不适当地分配。在分析的过程中，对进口商品征收关税，跟对出口商品征收关税并没有什么本质上的不同，都是在考虑利益如何被分配。关税对经济的影响对不同国家不同。这些不同主要存在于消费总量和生产效率。根据消费总量可将国家分为大国和小国。根据本国生产效率跟全球生产效率的不同可分为低效率，等效率和高效率国家。
- 小国低效率：对此类商品，此国消费很少，並且生产效率很低，因此要进口。损失的消费者剩余分为四个部分：一部分（a）转化为生产者剩余，一部分（b）因为净国的低效率生产而消失，一部分（c）转化为国家财政收入，还有一部分（d）因为价格上升，数量减少等不利因素而消失。b+d是此国的净损失。
- 大国低效率：对此类商品，此国消费很多，但是生产效率很低，因此主要是进口。跟小国低效率情形，消费者剩余分为四个部分。但是因为是大国外国生产商会贡献一部分关税收入（S）。因此如果S>b+d，那么对此国而言，关税好像会带来净利。带来净利的同时也提供了对此国生产者过多的保护，而过多的保护不利生产者成长起来。当S=b+d，形成了最优关税点。在这一关税水平，没有为此国生产者提供过多的保护。
- 小国高效率：对此类商品，此国消费很少，但是生产效率很高，因此主要是出口。可以进行分析，但是适用的情形比较少。如果进口国对此类商品征收关税，在这种情况下，可以发现对出口商品征收关税对出口国有利。也可以仅仅对出口到征收进口关税的国家的商品征收出口关税。
- 大国高效率：对此类商品，此国消费很多，而且生产效率很高，因此可能是净出口，也可能是净进口。这一情形比较复杂。可以发现对出口商品征收关税对出口国有利。
- 小国等效率
- 大国等效率

## 关税法
关税法是由国家制定的管理该国关税的法律。
《美國憲法》賦予國會制定關稅的權力，但自1930年代以來，國會通過幾項不同法律把這些權力授予總統。川普就是透過《國際緊急狀態經濟權力法》等法律加徵關稅。
中华民国和日本皆有专门的关税法。中华人民共和国曾由《中华人民共和国进出口关税条例》管理关税，2024年4月26日通过《中华人民共和国关税法》，自2024年12月1日起施行，取代原《中华人民共和国进出口关税条例》。

## 政治影響
關稅曾被用作建立獨立國家的政治工具。例如，美國於1789年7月4日簽署的《關稅法》，因其旨在透過經濟手段實現美國作為主權與獨立國家的政治目標，當時的報紙稱之為「第二次獨立宣言」。
關稅的政治影響依政治立場而異。例如，美國在2002年對多項進口鋼鐵產品徵收為期三年的30%關稅，獲得了美國國內鋼鐵業者的支持。
關稅也可能在選舉前成為政治議題。1832年的「廢除危機」（Nullification Crisis）即起因於美國國會通過一項新的關稅法案，而該法案是在當年聯邦選舉前數月通過，南卡羅來納州對此表示強烈不滿，情勢一度瀕臨內戰。2007年澳洲聯邦大選前，澳洲工黨宣布若當選將對澳洲汽車關稅政策進行檢討；自由黨亦作出類似承諾，而無黨籍候選人尼克・色諾芬則宣布，他將以「緊急事項」的方式推動以關稅為核心的立法。
不受歡迎的關稅政策亦曾引發社會動盪，例如1905年智利因抗議對自阿根廷進口牛隻所課徵的關稅，而爆發的肉品暴動。